# Valailles
Valailles ist eine französische Gemeinde mit 409 Einwohnern (Stand 1. Januar 2022) im Département Eure in der Region Normandie.

## Geografie
Valailles liegt auf einer mittleren Höhe von 142 Metern über dem Meeresspiegel 27 Kilometer östlich von Lisieux, dem Sitz der Unterpräfektur des Arrondissements Lisieux, und 4 Kilometer nördlich von Bernay, dem Verwaltungssitz des Arrondissements Bernay. Die Ortschaft ist von den Nachbargemeinden Plasnes, Menneval und Courbépine umgeben. Das Gemeindegebiet umfasst die Weiler und Gehöfte Le Theil, L’Église, Le Mesnil und Le Montaigu und hat eine Fläche von 5,37 Quadratkilometern.
Valailles ist einer Klimazone des Typs Cfb (nach Köppen und Geiger) zugeordnet: Warmgemäßigtes Regenklima (C), vollfeucht (f), wärmster Monat unter 22 °C, mindestens vier Monate über 10 °C (b). Es herrscht Seeklima mit gemäßigtem Sommer.

## Geschichte
Valailles lag an der Römerstraße von Saint-Evroult-Notre-Dame-du-Bois über Broglie, Bernay und Plasnes nach Brionne (Breviodurum).
Anlässlich seiner Hochzeit im Jahr 1007 schenkte Richard II. († 1026) seiner Ehefrau Judith de Bretagne (982–1017) das Gebiet von Bernay, das 21 Pfarreien umfasste, darunter auch die Ortschaft Valailles. Judith de Bretagne gründete 1013 die Abtei Notre-Dame de Bernay. Nach Judiths Tod fiel das Gebiet zurück an Richard II. Kurz vor seinem Tod schenkte Richard II. das Gebiet von Bernay der entstehenden Abtei in Bernay. Dazu gehörte auch wieder Valailles. Für die Fertigstellung der Abtei Notre-Dame de Bernay war Guillaume de Dijon (962–1031) verantwortlich, daher war das Kloster in Bernay und somit auch Valailles bis 1028 der Abtei Fécamp unterstellt. Heinrich II. (1133–1189), König von England und Herzog der Normandie, bestätigte 1156 die Schenkung seines Vorfahren an Notre-Dame de Bernay. Valailles wurde in der Urkunde abermals erwähnt. Ab dem 17. Jahrhundert war Valailles ein weltliches Lehen, es gehörte im späten 18. Jahrhundert bis zur Französischen Revolution (1789–1799) den Grafen von Gauville.
| Jahr | Einwohner |
| ---- | --------- |
| 1793 | 408       |
| 1800 | 297       |
| 1806 | 569       |
| 1821 | 406       |
| 1851 | 364       |
| 1876 | 294       |
| 1911 | 161       |
| 1921 | 161       |
| 1975 | 180       |
| 1982 | 273       |
| 1999 | 321       |
| 2008 | 377       |
| 2017 | 384       |

1793 erhielt Valailles als Vallailes im Zuge der Französischen Revolution den Status einer Gemeinde und 1801 unter dem heutigen Namen durch die Verwaltungsreform unter Napoleon Bonaparte (1769–1821) das Recht auf kommunale Selbstverwaltung.
Zwischen den Jahren 1793 und 1821 kam es zu starken Schwankungen der Bevölkerungszahl. Am meisten Einwohner hatte die Gemeinde 1806. Die Landflucht führte zu einem Bevölkerungsrückgang nach 1851. Henri-Barthélemy Le Pellerin, comte de Gauville, war von 1845 bis 1899 Maire von Valailles und besaß außerdem das Schloss Le Theil, das nach seinem Tod verkauft wurde.
Im Deutsch-Französischen Krieg (1870–1871) wurde Valailles im Januar 1871 von deutschen Truppen eingenommen. Am 31. Januar verlangten die deutschen Besatzer die Zahlung einer Steuer von 3000 Francs. Der am 28. Januar 1871 unterzeichnete Waffenstillstand wurde erst am 4. Februar öffentlich bekannt gemacht.
Die neue Mairie wurde 1932 errichtet. Im Zweiten Weltkrieg wurde Valailles im August 1944 durch das II. Canadian Corps befreit. Am 3. September 1944 stürzte eines der Flugzeuge der Forces aériennes françaises libres in Valailles ab. Der Pilot starb. Am Kriegerdenkmal befindet sich eine Tafel zu seinem Andenken.

### Geschichte von Le Theil
Der erste Seigneur du Theil, der urkundlich erwähnt wurde, war Jean de Croisy. Er war gleichzeitig Seigneur von Valailles und Procureur du Roi in Bernay. Er heiratete im Jahr 1575 und wurde 1596 in den Adelstand erhoben. Das Schloss Le Theil wurde erst von Louis de Croisy erbaut, der 1617 den Vorsitz der Bailliage von Évreux erhielt. Sein Nachfahre Adrien de Croisy war erster Kammerherr des Herzogs von Orléans und wurde 1674 als Seigneur von le Theil erwähnt und wohnte hauptsächlich dort. Danach gelangte das Lehen durch Heirat in den Besitz anderer Familien. 1712 gehörte es der Familie de La Richerie, die mit der Marquise de Prie Jeanne-Agnès Berthelot de Pléneuf (1698–1727) freundschaftliche Beziehungen pflegte. Als ihr Schloss in Courbépine umgebaut wurde, wohnte sie eine Weile in Le Theil. Auf ihre Veranlassung hin wohnte der Bankier John Law 1723 nach seiner Flucht aus Paris in Le Theil und 1727 der junge Voltaire (1694–1778). 1759 trennte sich die letzte Erbin der Familie de La Richerie von le Theil.

## Kultur und Sehenswürdigkeiten

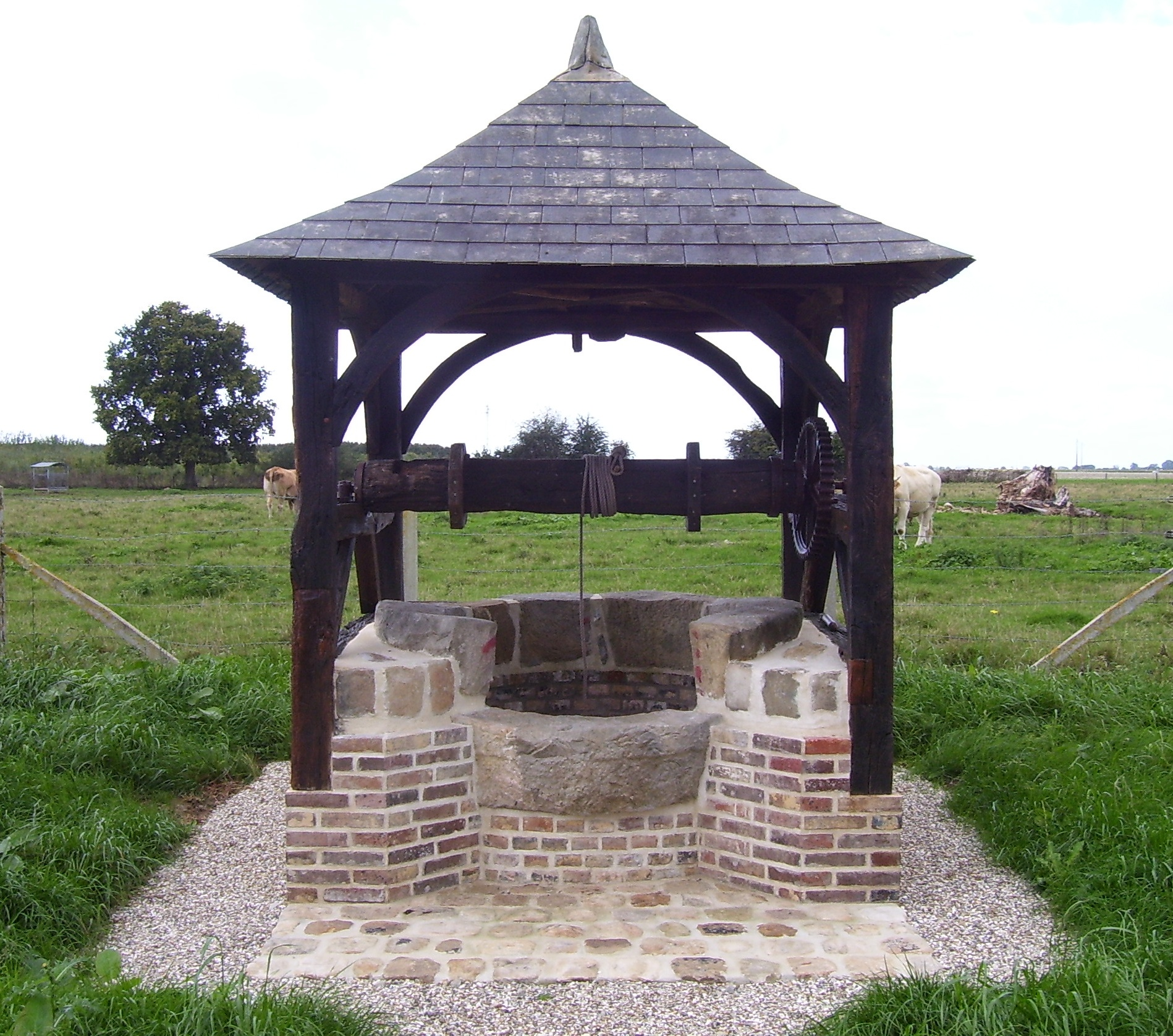
Brunnen aus dem 15. Jahrhundert

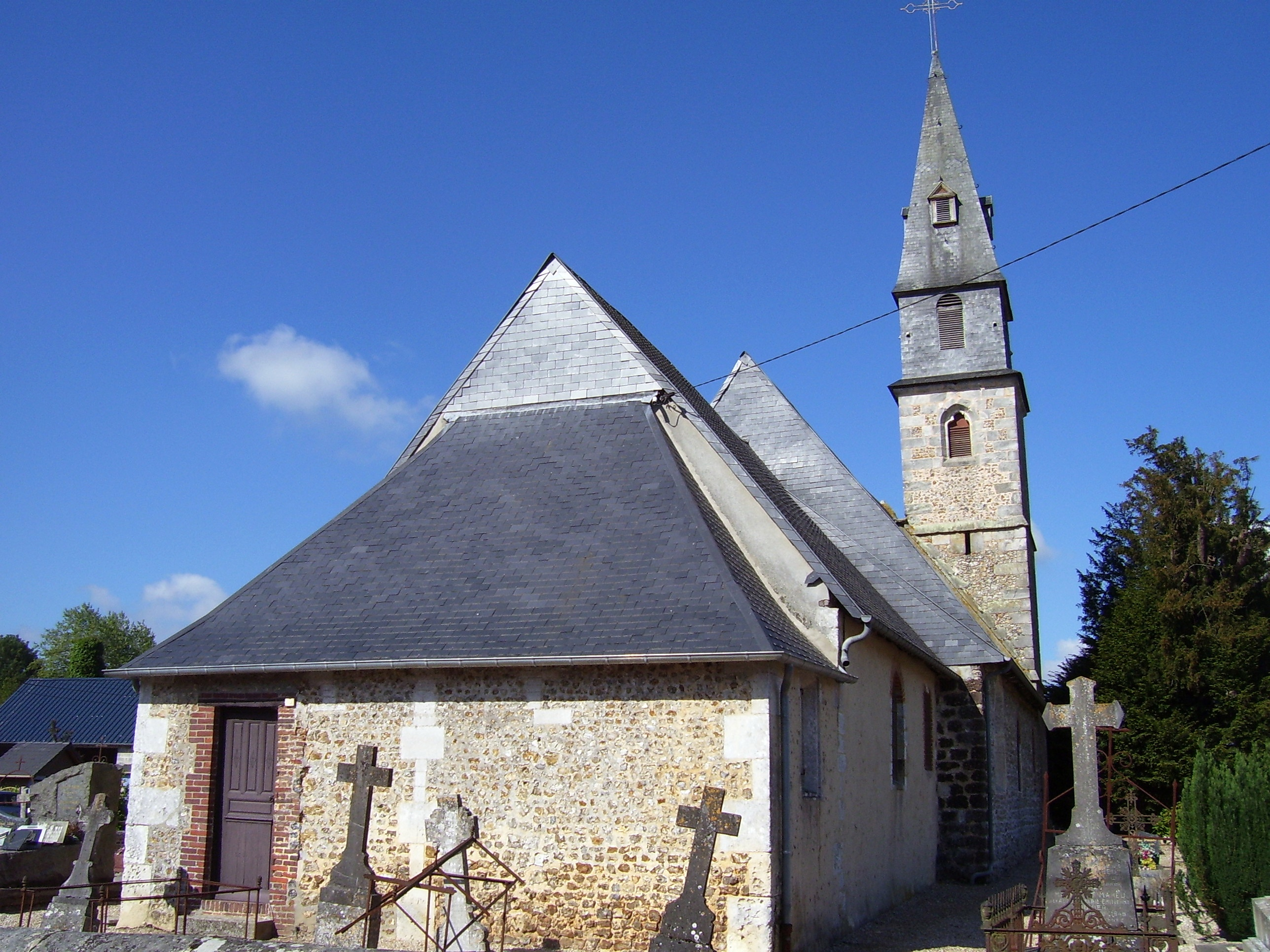
Die Kirche Saint-Pierre, rechts steht die Eibe

Das Schloss Le Theil wurde um 1620 erbaut. 1780 erwarb André-Jacques Barrey, ein angesehener Dragonerhauptmann aus Bernay, das Schloss und das Lehen. Er ließ das Schloss umbauen. Nach 1990 wurde es von den heutigen Besitzern restauriert. Das Schloss steht am Wald von Plasnes und ist ein typisches Gebäude im Stil des Louis-treize. Das Hauptgebäude wird von zwei quadratischen Pavillons flankiert, die mit dem Hauptgebäude verbunden sind. Der rechte Pavillon diente ursprünglich als seigneuriale Kapelle. Zwei ähnliche Pavillons stehen isoliert, sie dienten als Stallungen. Auf dem Gelände steht noch ein Taubenhaus aus Lehm aus dem 18. Jahrhundert.
Auf einer Weide steht ein Brunnen aus dem 15. Jahrhundert. Außerdem stehen in Valailles mehrere Fachwerkhäuser und Bauernhöfe aus dem 17. und 18. Jahrhundert.
Die Kirche Saint-Pierre stammt aus dem 11. Jahrhundert und wurde im 18. Jahrhundert stark umgebaut. Ihr Schutzpatron ist Simon Petrus. Das romanische Kirchenschiff ist weitgehend erhalten geblieben. Der Kirchturm wurde im 17. Jahrhundert errichtet. Die Eibe auf dem Friedhof an der Kirche wurde 1929 offiziell als Site Inscrit (‚Naturdenkmal‘) eingestuft. Sie wurde am 19. Februar 1634 gepflanzt.
Valailles gehört zur römisch-katholischen Gemeinschaft Communauté de Plasnes - Saint Léger de Rôtes die Teil der Pfarrei Notre Dame de Charentonne des Bistums Évreux ist.

## Wirtschaft und Infrastruktur
Im 19. Jahrhundert wurden in Valailles hauptsächlich Senf und Bänder hergestellt.
Heute gelten auf dem Gemeindegebiet kontrollierte Herkunftsbezeichnungen (AOC) für Calvados und Pommeau (Pommeau de Normandie) sowie geschützte geographische Angaben (IGP) für Schweinefleisch (Porc de Normandie), Geflügel (Volailles de Normandie) und Cidre (Cidre de Normandie und Cidre normand).